# سکوت ۲: تیراندازی در کافه جغد شب
سکوت ۲: تیراندازی در کافه جغد شب (به انگلیسی: Silence 2: The Night Owl Bar Shootout) که در برخی منابع فارسی با عنوان سکوت ۲: تیراندازی در میخانه نایت اول هم منتشر شده است، یک فیلم هندی دلهره‌آور معمایی هندی-زبان است که در سال ۲۰۲۴ به نمایش درآمد، کارگردانی آن را آبان باروچا دوهانس (Aban Bharucha Deohans) بر عهده داشت و بازیگران اصلی مانوج باجپایی، پراچی دسای و پارُل گُلاتی (که اولین نقش آفرینی او در فیلم هندی بود) هستند. این فیلم دنباله فیلم سکوت: صداش رو می‌شنوی؟ (۲۰۲۱) است.
این فیلم در روز ۱۶ آوریل ۲۰۲۴ از طریق خدمات رسانه‌ای زی‌۵ به نمایش در آمد.